# San Sebastiano in Camollia

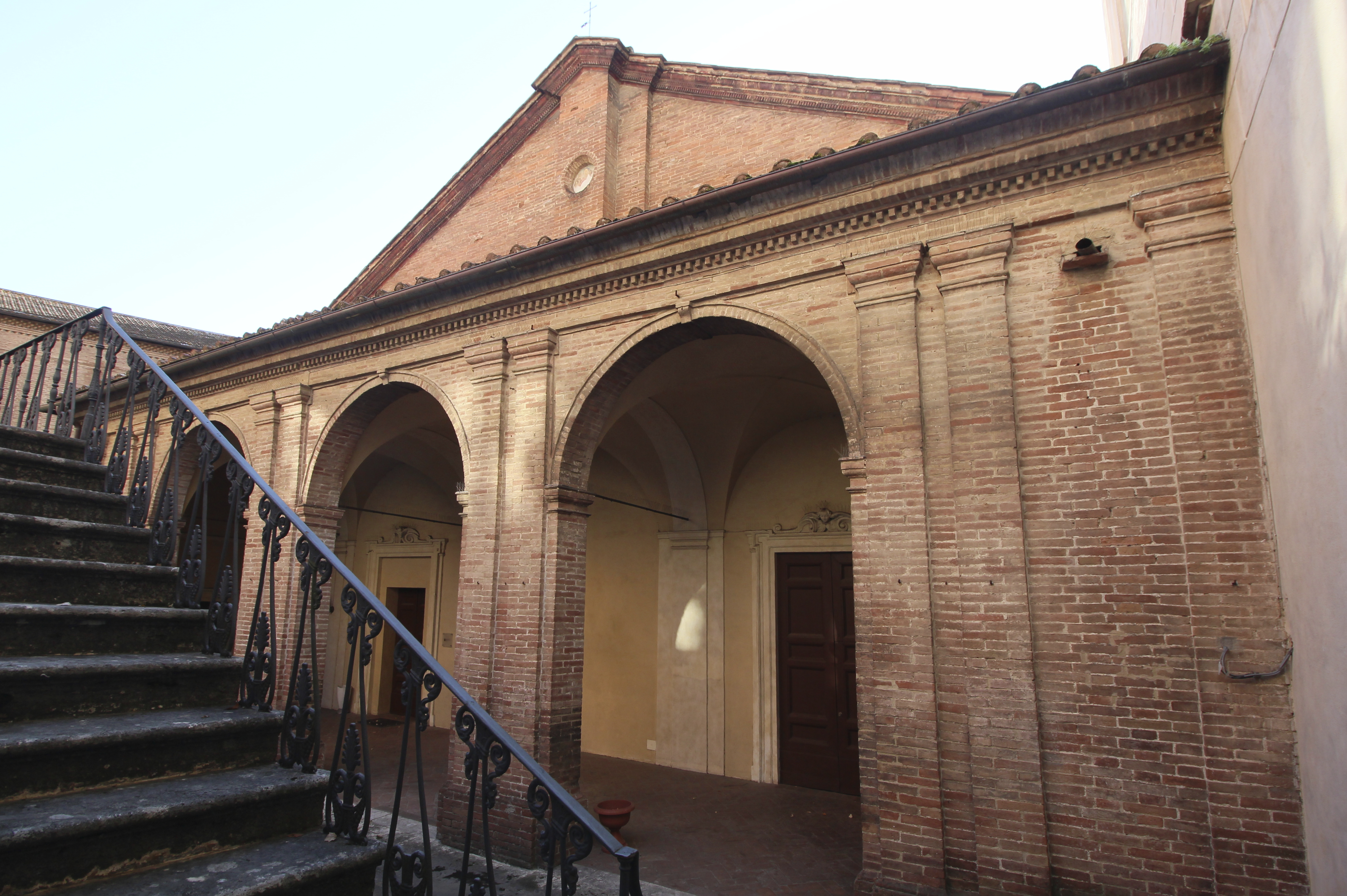
San Sebastiano in Camolliaia, Siena.

De San Sebastiano in Camollia of de Chiesa della Compagnia di San Sebastiano is een rooms-katholieke kerk in barokstijl aan de via Garribaldi in de Italiaanse stad Siena, regio Toscane. Ze is eigendom van de Sint-Vincentiusvereniging (Society of San Vincenzo de Paoli). 

## Geschiedenis en beschrijving
De bouw van de kerk, werd aangevat in 1492, en ze werd voltooid in 1656 door de toevoeging van een portaal met drie boogvormige openingen voor de puntgevel met lisenen. De kerk ligt onder het huidige straatniveau en men bereikt ze met een stenen trap die van de straat naar het voorpleintje van de kerk gaat.
De kerk heeft de vorm van een latijns kruis en het interieur is versierd met fresco's van de Sienese school uit de zeventiende eeuw, waaronder: de Droom van de heilige Irene van Stefano Volpi, de Glorie van de heilige Sebastiaan met de deugden en engelen van Sebastiano Folli en het Levensverhaal van de heilige Sebastiaan door Pietro Sorri en Rutilio Manetti. 
In de kapel van de gonfalone staat een kopie van de gonfalone van de heilige Sebastiaan van de hand van Il Sodoma (het origineel wordt bewaard in het Uffizi). De vier "testata di barre" aan de muren worden toegeschreven aan Girolamo del Pacchia. In de kapel rechts bevindt zich een Madonna van Francesco Rustici. 
Op het hoofdaltaar staat, naast de Ontkleding van Christus door Luigi Ademollo, het 15e-eeuwse kruisbeeld dat volgens een legende door Bernardinus van Siena zou geschonken zijn aan de Compagnia di San Giovanni Battista della Morte.